# Westliche und östliche Hemisphäre

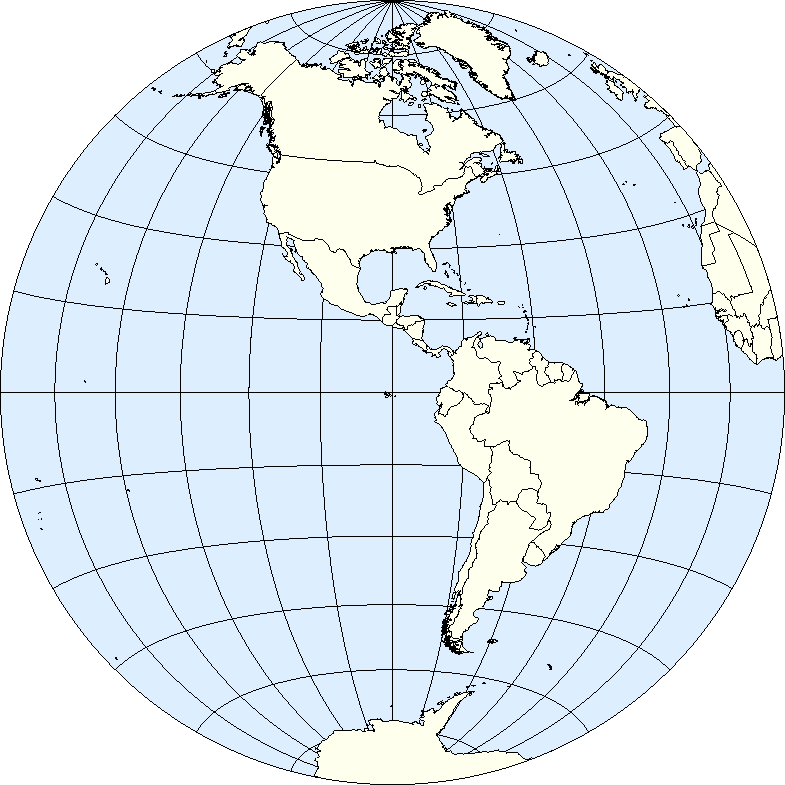
Die Westliche Hemisphäre

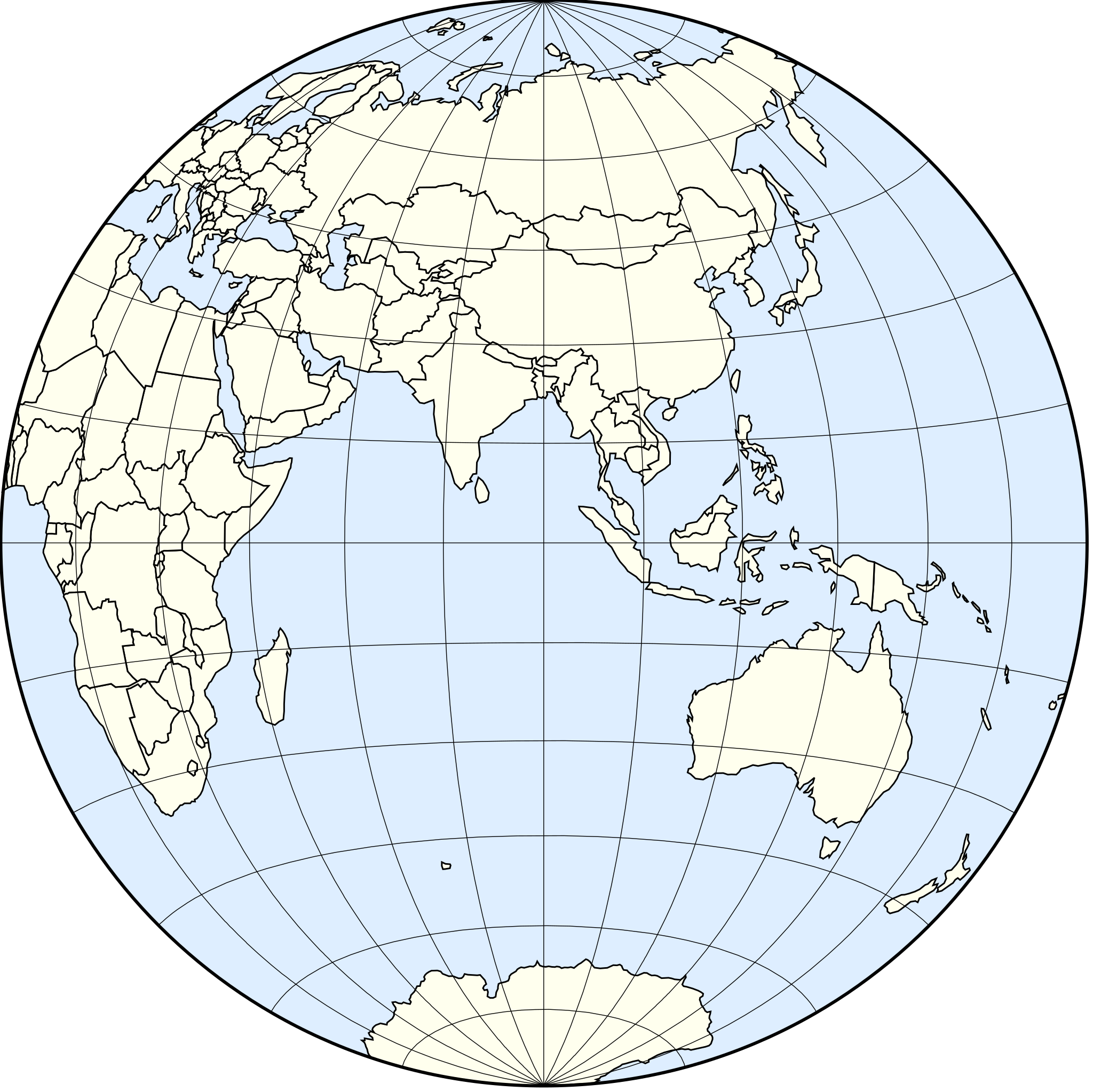
Die Östliche Hemisphäre

Der Nullmeridian und der Längengrad 180, der ungefähr der Datumsgrenze entspricht, teilen die Erde in zwei Halbkugeln (Hemisphären), die westliche und östliche Hemisphäre. Im Gegensatz zur Nord- und Südhalbkugel ist diese Aufteilung nicht durch die Erdgeometrie vorgegeben, sondern durch den 1884 international vereinbarten Nullmeridian festgelegt.
Gelegentlich werden die Hemisphären für geowissenschaftliche Zwecke in jeweils zwei 90 Grad breite Quadranten gegliedert, die jedoch keine Eigennamen haben, sondern mit Hilfe ihrer Grenzmeridiane beschrieben werden (z. B. „Quadrant 90°W–180°“).
Nach dieser Definition gehören Europa westlich von London, Westafrika (einschließlich des Maghreb), der größte Teil des Atlantiks, Amerika und große Teile des Pazifiks zur westlichen Hemisphäre. Insgesamt leben nur etwa 15 % der Weltbevölkerung in der westlichen Hemisphäre, in der östlichen, zu der Asien zählt, entsprechend 85 %.
Heute ist mit Westlicher Hemisphäre meist die Neue Welt, also der Doppelkontinent Amerika und die umliegenden Inseln unter anderem der Karibik gemeint, insbesondere aus Sicht der Monroe-Doktrin der Vereinigten Staaten.
Während des Kalten Krieges wurde als Westliche Hemisphäre der Teil der Welt bezeichnet, der sich in seinen politischen Grundsätzen an den Vereinigten Staaten orientierte oder Mitglied der NATO war.